# Junta Revolucionària de Xaló
Junta Revolucionària de Xaló fou l'organització revolucionària i de govern de la vila de Xaló constituïda, com altres, en el procés revolucionari de 1868 que participà en la junta provincial d'Alacant a través d'un delegat.

## El sorgiment de les Juntes
Les juntes revolucionàries van anar sorgint arreu de l'Estat espanyol a partir del 17 de setembre de 1868, una data que és considerada com la del començament de la Revolució coneguda popularment amb les denominacions de la Gloriosa o la Septembrina. En aquella jornada es va produir el pronunciament de l'esquadra comanda per l'almirall Juan Bautista Topete. La badia de Cadis fou l'escenari de la referida insurrecció militar, a la qual es van incorporar aviat els generals Joan Prim i Prats, Francisco Serrano Domínguez, Domingo Dulce i d'altres. El 19 de setembre els revoltats van fer públic un manifest, on es recollia la idea fonamental de derrocar Isabel II d'Espanya.
En el cas Xaló, la seua junta revolucionària es va constituir el 28 de setembre, és a dir, dos dies abans que la de Dénia, la capital del partit. Entre les primeres Juntes que es van crear a la província d'Alacant, es trobaven la d'Alcoi (22 de setembre) i la de Pego (el 25). La de la ciutat d'Alacant no va ser possible formar-la el 21 de setembre perquè la manifestació popular d'eixe dia fou sufocada pel govern militar, i aquesta circumstància va fer que la Junta no apareguera fins al 29 d'aquell mes.

## Composició
La van integrar els següents veïns de Xaló: Doménec Montaner i Montaner, Josep i Doménec Femenia i Vallés, Jaume Giner i Servet, Joan Giner i Vilaplana, Joan Batiste Giner i Martí, Joan Signes i Giner, Francesc Servet i Arnal, Joan Garcés i Font, Pere Maurí i Noguera, Antoni Gadea i Garceló, Miquel Fullana i Signes, Miquel Oliver i Ripoll i Pere Monserrat i Esteve. El president de la Junta era Doménec Montaner i Montaner, i el delegat que l'havia de representar en la Provincial fou Joan Batiste Giner i Martí, fill de l'advocat Joan Giner i Vilaplana, l'amo del Molí del Poble.

## Acció de govern
Una de les primeres decisions que va prendre la Junta fou la destitució de la mestra Cayetana Colell, basant-se en l'argument que el seu marit i el seu fill s'havien manifestat a favor de la reina derrocada, és a dir, en contra de la llibertat i la sobirania nacional; aquesta mesura, la va poder prendre la Junta perquè s'havia arrogat competències que legalment li corresponien a l'Ajuntament de Xaló. L'acta que recull aquest cessament porta la data del 7 d'octubre de 1868.
Però, el 18 d'aquell mateix mes, una ordre del Ministeri de Governació encomanava a les juntes la constitució dels nous ajuntaments; la finalitat que es perseguia amb la referida disposició fou la de permetre la integració d'aquestes assemblees populars en el sistema polític.